# Newcastle East End FC
Newcastle East End FC (celým názvem: Newcastle East End Football Club) byl anglický fotbalový klub, který sídlil ve městě Newcastle upon Tyne v metropolitním hrabství Tyne and Wear. Založen byl v roce 1881. V roce 1889 se stal zakládajícím členem Northern Football League. Zanikl v roce 1892 po fúzi s Newcastle West End, díky čemuž byl založen klub Newcastle United. Klubové barvy byly červená, bílá a černá.
Své domácí zápasy odehrával na stadionu Stanley Street.

## Historické názvy
Zdroj: 
- 1881 – Newcastle East End FC (Newcastle East End Football Club)
- 1892 – fúze s Newcastle West End FC ⇒ Newcastle United FC
- 1892 – zánik

## Úspěchy v domácích pohárech
Zdroj: 
- FA Cup
  - 1. kolo: 1891/92

## Umístění v jednotlivých sezonách
Stručný přehled
Zdroj: 
- 1889–1892: Northern Football League

Jednotlivé ročníky
Zdroj: 
Legenda: Z - zápasy, V - výhry, R - remízy, P - porážky, VG - vstřelené góly, OG - obdržené góly, +/- - rozdíl skóre, B - body, červené podbarvení - sestup, zelené podbarvení - postup, fialové podbarvení - reorganizace, změna skupiny či soutěže
| Anglie (1889 – 1892) |                          |        |    |   |   |   |    |    |    |        |
| Sezóny               | Liga                     | Úroveň | Z  | V | R | P | VG | OG | B  | Pozice |
| 1889/90              | Northern Football League | –      | 18 | 9 | 3 | 6 | 32 | 28 | 21 | 4.     |
| 1890/91              | Northern Football League | –      | 14 | 5 | 2 | 7 | 25 | 39 | 12 | 6.     |
| 1891/92              | Northern Football League | –      | 16 | 9 | 2 | 5 | 37 | 20 | 20 | 4.     |